# Dominion de Nouvelle-Angleterre

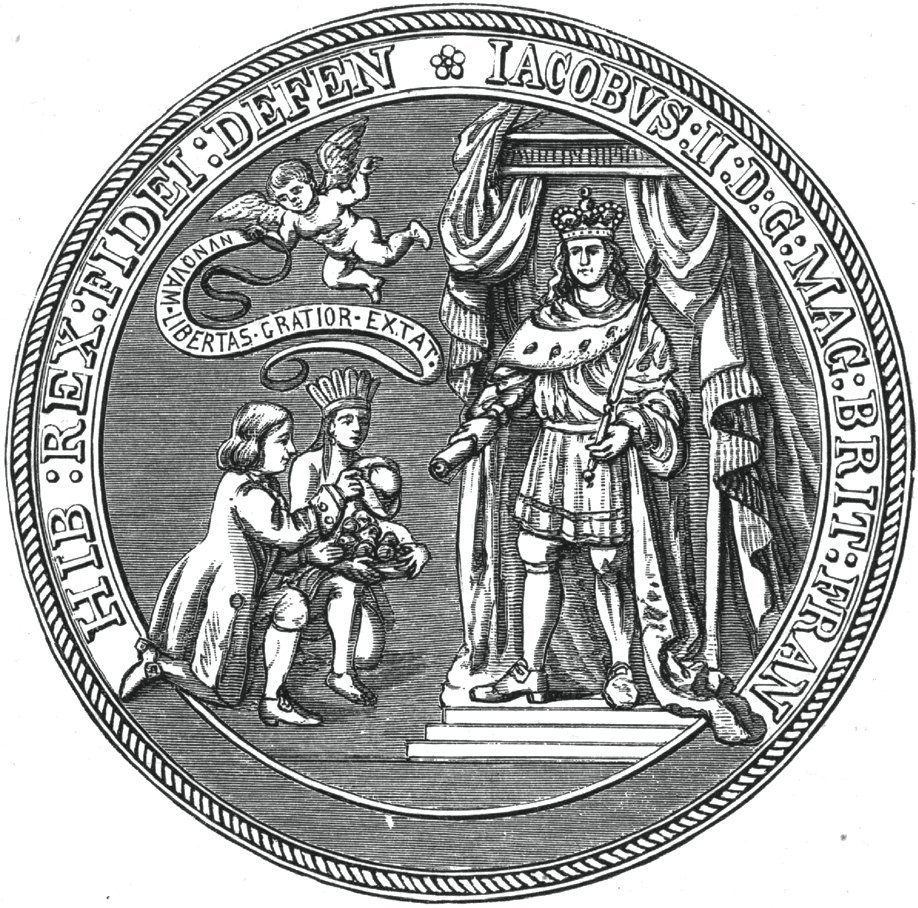
Sceau du dominion de Nouvelle-Angleterre de 1686 à 1689, qui a été ordonné par le roi Jacques II d'Angleterre

Le dominion de Nouvelle-Angleterre (Dominion of New England in America) fut une courte union administrative des colonies anglaises d'Amérique du Nord entre 1686 et 1689.
Le 3 juin 1686, le roi Jacques II d'Angleterre décréta la création du Dominion comme une mesure pour renforcer les Actes de navigation et pour coordonner la défense mutuelle des colonies contre les Français et les Amérindiens hostiles. Le dominion comprenait initialement la colonie de la baie du Massachusetts, la colonie de New Plymouth, la province du New Hampshire, la province du Maine, et le pays de Narraganset ou province du Roi. La colonie de Rhode Island et des plantations de Providence et la colonie du Connecticut furent ajoutées au Dominion le  9 septembre 1686 puis ce fut le tour de la province de New York, la province d'East Jersey et la province de West Jersey le 7 mai 1688.
Bien que les colons de Nouvelle-Angleterre avaient déjà recherché une association mais volontaire et souple dans la confédération de Nouvelle-Angleterre, l'imposition d'une autorité centrale d'Angleterre était fortement impopulaire. Le gouverneur en chef du Dominion Edmund Andros commença à faire la promotion de l'Église d'Angleterre, interdisant des assemblées de ville et contestant des titres fonciers. Les actions d'Andros et le comportement des soldats anglais en garnison à Boston mirent en colère beaucoup de colons de la colonie de la baie du Massachusetts et d'ailleurs en Amérique du Nord.
Quand la nouvelle du renversement de Jacques II par Guillaume d'Orange lors de la Glorieuse Révolution de 1688 arriva à Boston, les colons lancèrent une rébellion et arrêtèrent le gouverneur en chef Edmund Andros le 18 mai 1689. Le dominion de Nouvelle-Angleterre s'effondra aussitôt.

## Gouverneurs en chef du dominion de Nouvelle-Angleterre en Amérique
| Gouverneur en chef | Date        |
| ------------------ | ----------- |
| Joseph Dudley      | 1686        |
| Edmund Andros      | 1686 – 1689 |

## Source
- (en) Cet article est partiellement ou en totalité issu de l’article de Wikipédia en anglais intitulé « Dominion of New England » (voir la liste des auteurs).